# Худоб'як Ігор Орестович
Це стаття про футбольного нападника 1987 р. н. Для інформації про футбольного півзахисника 1985 р. н. з таким самим іменем та прізвищем див. статтю Худоб'як Ігор Ярославович
Ігор Орестович Худоб'як (нар. 5 квітня 1987, Івано-Франківськ) — український футболіст, нападник франківського «Прикарпаття», виступами за яке насамперед відомий.

## Ігрова кар'єра
У дорослому футболі дебютував 2004 року виступами за «Факел» (Івано-Франківськ), в якому провів один сезон, взявши участь у 15 матчах чемпіонату. У складі івано-франківської команди був одним з головних бомбардирів команди, маючи середню результативність на рівні 0,4 голу за гру першості.
Своєю грою за цю команду привернув увагу представників тренерського штабу клубу «Динамо-2» (Київ), до складу якого приєднався в кінці 2005 року.
Відіграв за дублерів київських «динамівців» наступні півроку, проте не зміг пробитися до основи і влітку 2006 повернувся до «Факела», у складі якого провів наступні чотири роки своєї кар'єри гравця. Більшість часу, проведеного у складі івано-франківського клубу, був основним гравцем атакувальної ланки команди. Крім того, за підсумками сезону 2006—07 допоміг команді зайняти друге місце в другій лізі й вийти в першу лігу.
На початку 2010 року перейшов до «Севастополя», з яким в тому ж сезоні став переможцем першої ліги. Після того, як за підсумками наступного сезону «Севастополь» вилетів з елітного дивізіону, Худоб'як на правах оренди до кінця року перейшов у білоруський «Гомель», за який зіграв 6 матчів в національному чемпіонаті, після чого знову на правах оренди перейшов у «Енергетик», але до літа такі не зіграв в жодному офіційному матчі команди.
Улітку 2012 року підписав контракт з «Геліосом», але вже в кінці року його було розірвано за згодою сторін і Худоб'як покинув клуб. Протягом 2013—2014 років грав за миколаївську «Енергію» і ФК «Тернопіль», після чого з липня 2014 по липень 2015 перебував поза професійним футболом. 17 липня 2015 року на правах вільного агента уклав контракт з «Говерлою».
22 червня 2016 року став гравцем рівненського «Вереса», але зрештою перейшов у липні того ж року до складу франківського «Тепловика». У першому матчі першості 2016—2017 відзначився двома голами у воротах «Арсеналу-Київщини».

## Статистика
Статистичні дані наведено станом на 19 липня 2021 року
| Клуб              | Ліга               | Сезон          | Чемпіонат | Чемпіонат | Кубок | Кубок |
| Клуб              | Ліга               | Сезон          | Ігри      | Голи      | Ігри  | Голи  |
| ----------------- | ------------------ | -------------- | --------- | --------- | ----- | ----- |
| «Факел»           | Друга ліга України | 2004—2005      | 15        | 6         | 1     | 0     |
| «Динамо-2» (Київ) | Перша ліга України | 2005-06        | 12        | 1         | 0     | 0     |
| «Прикарпаття»     | Друга ліга України | 2005/06        | 8         | 4         | 1     | 0     |
| «Прикарпаття»     | Друга ліга України | 2006/07        | 27        | 8         | 1     | 0     |
| «Прикарпаття»     | Перша ліга України | 2007/08        | 32        | 8         | 1     | 0     |
| «Прикарпаття»     | Перша ліга України | 2008/09        | 30        | 7         | 1     | 0     |
| «Прикарпаття»     | Перша ліга України | 2009/10        | 27        | 2         | 1     | 0     |
| «Севастополь»     | Прем'єр-ліга       | 2010/11        | 21        | 2         | 1     | 0     |
| «Гомель»          | Вища ліга          | 2011           | 7         | 0         |       |       |
| «Енергетик»       | Перша ліга         | 2012           | 0         | 0         | 0     | 0     |
| «Геліос»          | Перша ліга         | 2012           | 13        | 2         | 2     | 1     |
| «Енергія» М       | Друга ліга         | сезоні 2013/14 | 21        | 8         | 3     | 1     |
| «Тернопіль»       | Перша              | 2014–2015      | 5         | 1         | 1     | 0     |
| «Говерла»         | Прем'єр-ліга       | 2015/16        | 13        | 0         | 1     | 0     |
| «Прикарпаття»     | Друга ліга         | 2016/17        | 29        | 24        | 0     | 0     |
| «Прикарпаття»     | Друга ліга         | 2017/18        | 23        | 19        | 4     | 2     |
| «Прикарпаття»     | Перша ліга         | 2018/19        | 18        | 0         | 1     | 0     |
| «Прикарпаття»     | Перша ліга         | 2019/20        | 12        | 4         | 1     | 0     |
| "Карпати" (Галич) | Друга ліга         | 2020/21        | 12        | 3         | 0     | 0     |

## Кар'єра в збірній
У 2005 році провів 5 матчів у юнацькій збірній Україні до 19 років.
Худоб'як ставав переможцем двох літніх Універсіад: 2007 в Таїланді і 2009 в Сербії. Після перемоги на універсіаді в Таїланді він був нагороджений званням — майстер спорту міжнародного класу.

## Досягнення
- Срібний призер першості Другої ліги групи «Б»: 2006/07
- Чемпіон першості Першої ліги: 2010/11
- Бронзовий призер Чемпіонату Білорусі: 2011
- Кращий бомбардир  Друга ліга 2016—2017